# Cárcava

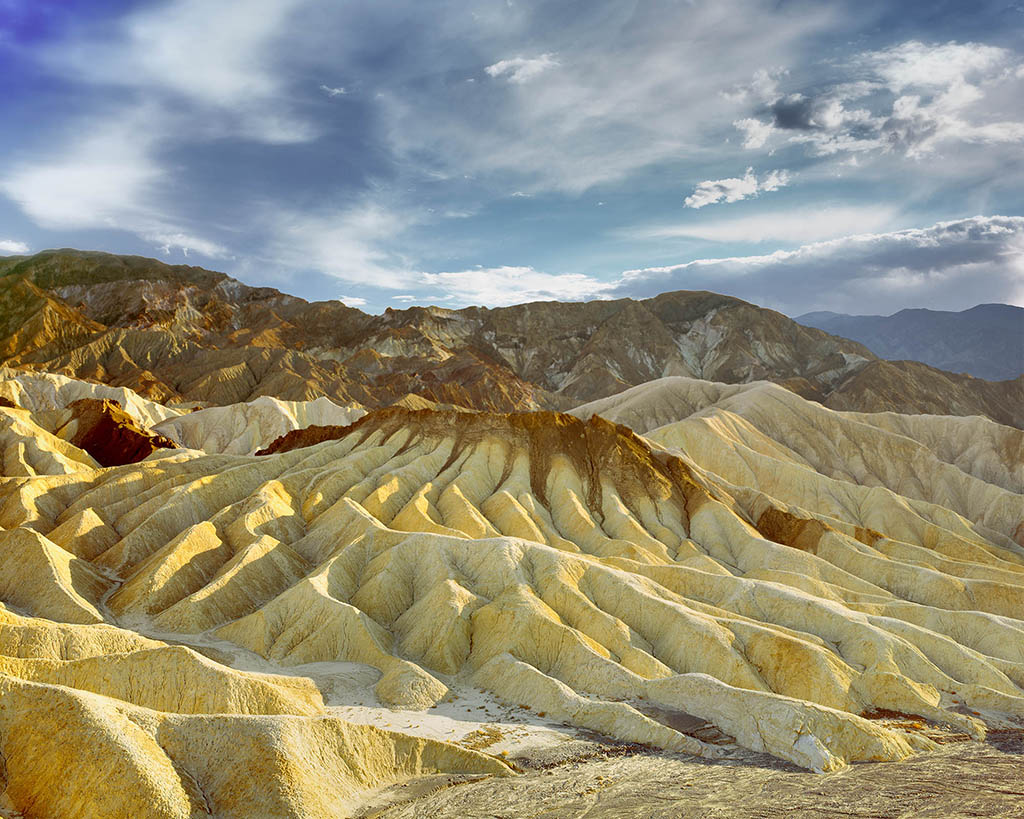
Terreno copado por cárcavas en Sierra Amargosa, California.

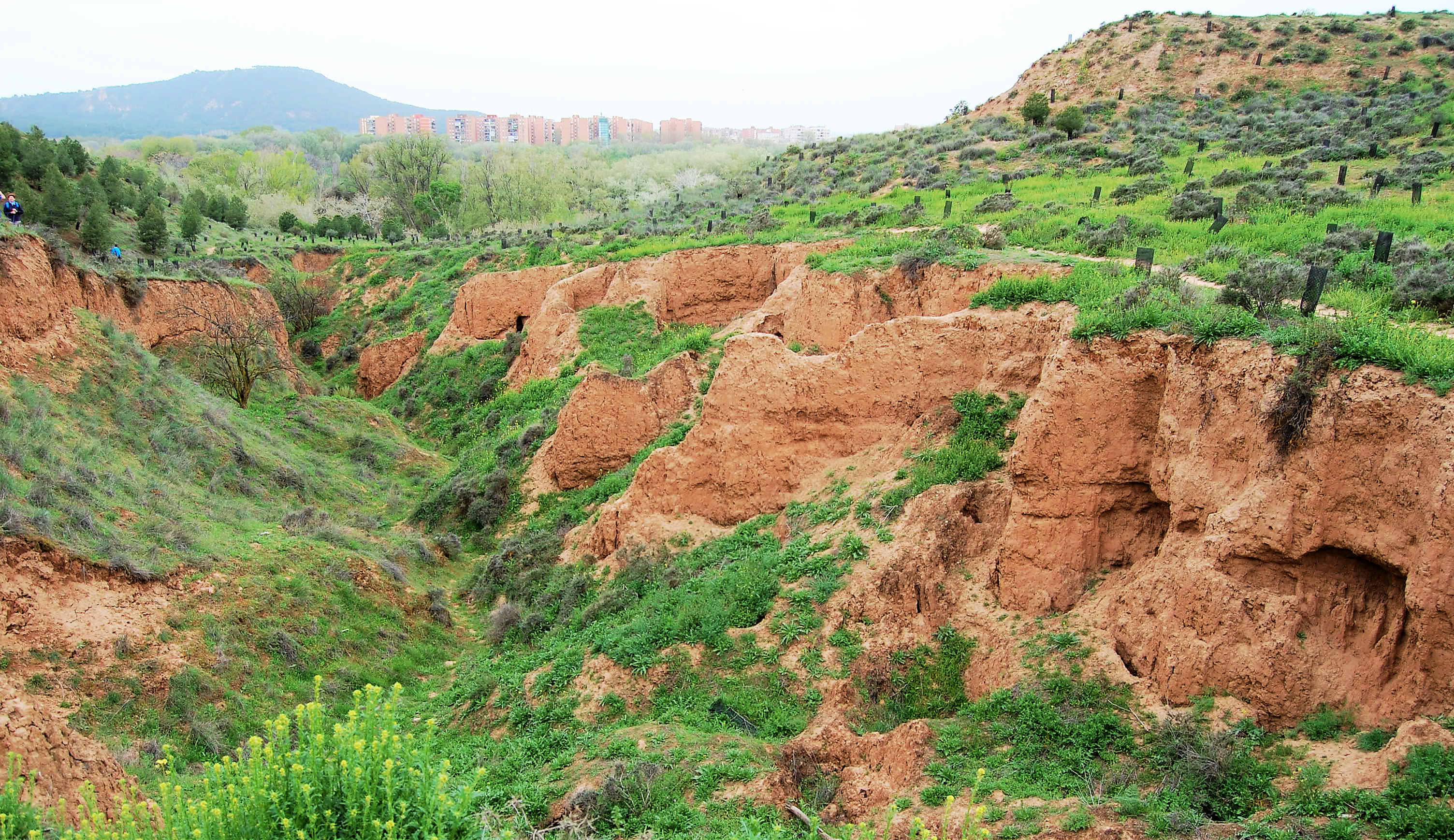
Cárcavas en las riberas del río Henares.

Las cárcavas son los socavones producidos en rocas y suelos de lugares con pendiente a causa de las avenidas de agua de lluvia. Estas producen la llamada erosión remontante.
Se producen tan solo en el sustrato de tipo arcilloso. Si hay dos o más cárcavas que avanzan paralelas en línea recta se llama rills.[cita requerida] 
Se concretan, normalmente, en abarrancamientos formados en los materiales blandos por el agua de arroyada que, cuando falta una cobertura vegetal suficiente, ataca las pendientes excavando largos surcos de bordes vivos.[cita requerida]
La formación de lechos rocosos en cárcavas al pié de un cerro o escarpe puede ralentizar el retroceso de laderas.